# 綏遠省人民政府
綏遠省人民政府是1949年6月至1954年间中华人民共和国绥远省的省级国家行政机关。

## 历任领导

### 华北人民政府任命
1949年6月，中国共产党成立了由高克林为书记、苏谦益为副书记的绥远省委领导班子，绥蒙政府更名绥远省人民政府：
- 任期：1949年6月－1949年12月
- 主席：杨植霖
- 公安厅：厅长张如岗

### 中央人民政府委员会任命
1949年9月19日绥远和平解放。1949年12月2日，绥远省人民政府与中华民国大陆时期绥远省政府合并，成立绥远省人民政府。
- 任期：1949年12月2日－1954年
- 主席：董其武 → 乌兰夫
- 副主席：杨植霖、奎璧、孙兰峰、苏谦益（1952年7月增补）
- 委员22人：周北峰，李居义、李世杰、秦丰川、胡风山、张立范、常佩三、张淑良、杨令德、辛崇业、康保安、张国林、苏谦益、张如岗、张庆忠、王建功、阮幕韩、李维中、靳崇智、刘秀梅、武达平、杨叶澎
- 秘书长李维中，副秘书长康保安
- 公安厅：厅长张如岗
- 绥远省人民法院院长阮慕韩
- 绥远省人民检察署：检察长张如岗（兼，1950年6月28日中央人民政府任命）
- 民政厅：厅长周北峰，副厅长王建功
- 财政厅：厅长靳崇智，副厅长李忠孚
- 建设厅：厅长张立范，副厅长杨建财
- 农业厅
- 商业厅：厅长张庆忠，副厅长常佩山、王耀荣
- 教育厅：厅长秦丰川，副厅长吴达平
- 参事室：
- 交通厅
- 劳动局
- 水利局
- 卫生局
- 新闻出版处
- 人民监察委员会
- 民族事务委员会
- 财政经济委员会

附：绥远省军政委员会领导
1949年12月27日，经中央批准，成立绥远省军政委员会：
- 任期：1949年12月－1954年3月6日
- 主席：傅作义
- 副主席：高克林、乌兰夫、董其武、孙兰峰
- 委员16人：苏谦益、荣祥、张钦、奎璧、张濯清、袁庆荣、姚喆、于存灏、裴周玉、王克俊、杨志林、潘纪文（秘书长）、刘万春、阎又文、杨叶澎

## 历史
1950年1月17日绥远省军政委员会通过《处理绥远境内蒙古民族问题方案》，决定伊克昭盟、乌兰察布盟实行民族区域自治，在绥远省人民政府统一领导下，成立伊克昭盟、乌兰察布盟人民自治政府；土默特旗人民政府直属省政府领导，安置和培养民族干部近1 000人；撤销原国民政府设立的东胜县、达拉特旗组训处和桃力民、百灵庙办事处；将东胜县和十里长滩区划归伊克昭盟自治区，乌兰花区、五当召区划归乌兰察布盟自治区；河东台站地划归土默特旗，伊克昭盟境内原属各县的“飞地”划归伊克昭盟各旗，实现旗政统一。1950年5月8日，中央人民政府政务院批准此方案。